# Directory of Open Access Journals

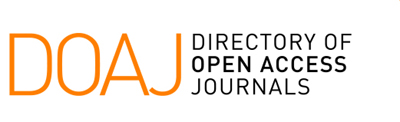
Logo

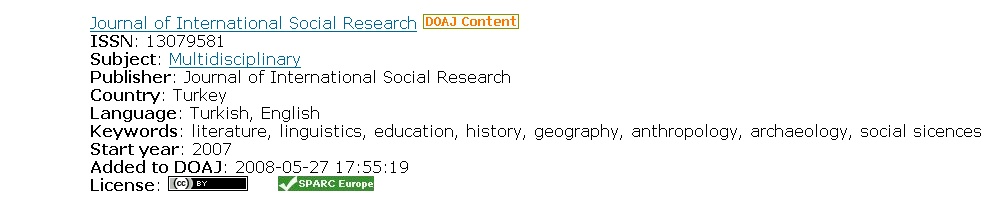
Zeitschrifteneintrag

Das Directory of Open Access Journals (DOAJ) ist ein an der Universitätsbibliothek der Universität Lund in Schweden begründetes und seit 2013 von der britischen Non-Profit-Organisation IS4OA (Infrastructure Services for Open Access) betriebenes Verzeichnis von Wissenschaftlichen Fachzeitschriften, die nach den Grundsätzen des Open Access im Internet frei zugänglich sind.

## Aufnahmekriterien und Benutzung
Aufgenommen werden Open-Access-Zeitschriften mit Qualitätskontrolle, die sofort nach Erscheinen (und nicht erst nach einer Sperrfrist, embargo period) online Open Access zur Verfügung stehen.
Anders als bei der Elektronischen Zeitschriftenbibliothek (EZB), die unter anderem aufgrund weniger strenger Aufnahmekriterien erheblich mehr Zeitschriften als „frei“ auflistet, ist bei einem Teil der Zeitschriften eine Suche nach einzelnen Aufsätzen möglich (im Januar 2006 an die 400 Zeitschriften mit knapp 84.000 Artikeln, im September 2008 1.254 Zeitschriften mit 209.571 Artikeln, im September 2010 2.257 Zeitschriften mit 442.468 Artikeln, im Oktober 2012 4.099 Zeitschriften mit 919.304 Artikeln). Mit Stand 5. Januar 2014 waren 5.636 Zeitschriften (mit insgesamt 1.573.847 Artikeln) auf Artikelebene durchsuchbar, das entspricht rund 57,5 Prozent aller gelisteten Open-Access-Zeitschriften. Am 30. Januar 2015 waren 6.084 Journale mit 1.833.467 Artikeln durchsuchbar.
Einträge von Zeitschriften und Artikeln stehen nach dem OAI-Standard zur Verfügung.
2014 wurden die Kriterien für die Aufnahme in das DOAJ verändert, sodass Zeitschriften, die bis März 2014 nach alten Kriterien registriert waren, die Aufnahme erneut beantragen mussten. Seitdem wird eine Liste bei Google Tabellen geführt, in der dokumentiert wird, wann welche Journals hinzugefügt oder entfernt wurden (bis Ende Januar 2024, ab Februar 2024). Mit der Änderung wurde das DOAJ Seal eingeführt, ein Gütesiegel für Zeitschriften, die als Best-Practice-Beispiele gelten konnten. 2025 wurde das Siegel wieder abgeschafft, da es laut Nutzerumfragen zu mehr Unklarheit geführt hatte, während ursprünglich das Gegenteil beabsichtigt war.
Das DOAJ führt außerdem eine öffentliche Liste von Zeitschriften, die missbräuchlich das DOAJ-Logo verwenden, ohne den Kontrollprozess erfolgreich durchlaufen zu haben. Sie empfehlen daher, stets in der offiziell geführten Liste gegenzuprüfen, ob das betreffende Journal tatsächlich indexiert ist.
DOAJ wird über Spenden finanziert, von denen 40 Prozent von Verlagen und 60 Prozent aus dem öffentlichen Sektor stammen.

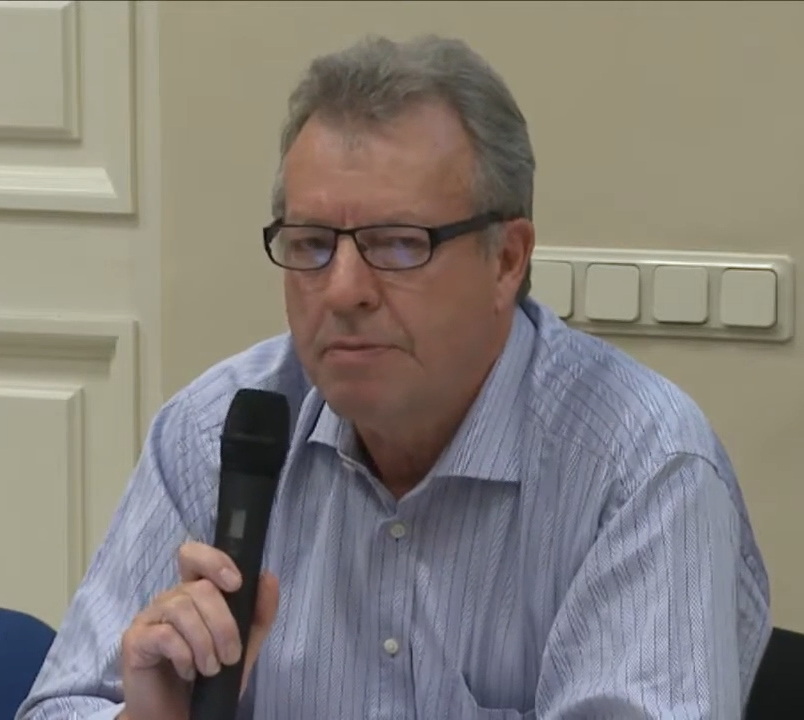
Lars Bjørnshauge (2013)

Von seiner Gründung 2003 bis zum Jahr 2021 leitete der dänische Bibliothekar Lars Bjørnshauge das DOAJ, seit Anfang 2022 wird es von Joanna Ball geleitet.

## Mengenentwicklung
| Jahr                | Zeitschriften |
| ------------------- | ------------- |
| 2003                | 300           |
| 2004 (Dezember)     | 1.400         |
| 2006 (Januar)       | 2.000         |
| 2007 (Oktober)      | 2.880         |
| 2008 (September)    | 3.644         |
| 2009                | 4.177         |
| 2010 (September)    | 5.350         |
| 2012 (Oktober)      | 8.317         |
| 2013                | 8.536         |
| 2014 (5. Januar)    | 9.804         |
| 2015 (4. Dezember)  | 10.800        |
| 2016 (Mai)          | 11.600        |
| 2019                | 13.359        |
| 2020 (19. Dezember) | 15.647        |
| 2022 (14. April)    | 17.545        |
| 2023 (12. April)    | 19.194        |